# Campeonato Brasileiro de Futebol de 2008 - Série C
O Campeonato Brasileiro da Série C de 2008 foi a 18.ª edição da terceira divisão do futebol brasileiro disputado no segundo semestre de 2008. Seu regulamento foi similar ao do ano anterior: 63 times divididos em 15 grupos de 4 e 1 grupo de 3 na primeira fase, classificando-se os dois melhores de cada grupo para a segunda fase. Na segunda fase foram 8 grupos de 4 equipes, com as 2 melhores se classificando à terceira fase, que teve 4 grupos de 4 times. Os dois melhores de cada grupo disputaram um octagonal, com os 4 melhores se classificando à Série B de 2009.
O Atlético Goianiense foi o campeão antecipado da Série C em 13 de novembro após a derrota do então vice-líder Campinense para o Rio Branco por 2 a 1, impedindo-o de ultrapassar o Atlético nos critérios de desempate. As outras três vagas em disputa só foram definidas na última rodada do octagonal: Guarani, Campinense-PB e Duque de Caxias conquistaram o acesso após finalizarem em segundo, terceiro e quarto lugar, respectivamente.

## Regulamento
A Série C do Campeonato Brasileiro de 2008 foi disputada por 63 clubes em 4 fases:
- Primeira fase: Os 63 clubes foram agrupados em 16 chaves, um com 3 equipes e os demais com quatro equipes cada. Jogaram entre si, em turno e returno. Classificaram-se os 2 primeiros de cada grupo para a segunda fase.
- Segunda fase: os 32 clubes classificados foram divididos em 8 grupos, também regionais, de 4 clubes cada, onde jogaram em turno e returno. Os dois primeiros de cada grupo passaram para a fase seguinte.
- Terceira fase: os 16 clubes classificados foram divididos em 4 grupos de 4 clubes cada, onde jogaram em turno e returno. Os dois primeiros de cada grupo passaram para a fase final. As equipes que chegaram até esta etapa (com exceção das quatro que ascenderam à Série B de 2009) se somaram às quatro rebaixadas da Série B de 2008 e às quatro equipes com melhor desempenho na segunda fase, que não se classificaram para esta fase, formando a Série C de 2009, que terá 20 clubes. A nova Série D começou em 2009 com a participação de 39 equipes, escolhidas através do desempenho nos campeonatos estaduais de 2009.
- Fase final: os 8 clubes classificados jogaram entre si em turno e returno. O clube que somou mais pontos ao final das 14 rodadas foi declarado Campeão da Série C de 2008 e se classificou à Série B de 2009, junto com os três colocados subseqüentes.

### Critérios de desempate
Caso haja empate de pontos entre dois clubes, o critério de desempate é o seguinte:
1. Número de vitórias
2. Saldo de gols
3. Gols pró
4. Confronto direto

## Equipes participantes
A Série C consiste em 63 times, sendo 4 os rebaixados da série B do ano anterior e 59 times de todos os estados brasileiros, indicados através de desempenho nos campeonatos estaduais ou torneios realizados por cada federação estadual.

### Rebaixados da Série B
- Paulista
- Santa Cruz
- Remo
- Ituano

### Classificados por estado
| Estado              | Equipe                 | Como se classificou                            |  |
| ------------------- | ---------------------- | ---------------------------------------------- |  |
| Acre                | Rio Branco             | Campeão do 1º Turno do Estadual 2008           |  |
| Alagoas             | CSA                    | Campeão do Estadual 2008                       |  |
| Alagoas             | ASA                    | Vice-campeão do Estadual 2008                  |  |
| Amapá               | Cristal                | Vice-campeão do Estadual 2007                  |  |
| Amazonas            | Holanda                | Campeão do Estadual 2008                       |  |
| Amazonas            | Fast Clube             | Vice-campeão Estadual 2008                     |  |
| Bahia               | Vitória da Conquista   | 1º melhor colocado no Estadual 2008            |  |
| Bahia               | Itabuna                | 2° melhor colocado no Estadual 2008            |  |
| Bahia               | Atlético de Alagoinhas | 3° melhor colocado no Estadual 2008            |  |
| Ceará               | Icasa                  | Campeão do 1° turno do Estadual 2008           |  |
| Ceará               | Horizonte              | Vice-campeão do 2° turno do Estadual 2008      |  |
| Distrito Federal    | Dom Pedro II           | 1° melhor colocado do Metropolitano 2008       |  |
| Distrito Federal    | Legião*                | 4° melhor colocado do Metropolitano 2008       |  |
| Espírito Santo      | Serra                  | Campeão do Estadual 2008                       |  |
| Espírito Santo      | Linhares**             | 3º colocado do Estadual 2008                   |  |
| Goiás               | Itumbiara              | Campeão do Estadual 2008                       |  |
| Goiás               | Atlético Goianiense    | 2° melhor colocado do Estadual 2008            |  |
| Goiás               | Anápolis               | 3º melhor colocado do Estadual 2008            |  |
| Maranhão            | Bacabal                | Campeão da Taça Cidade de São Luís 2008        |  |
| Maranhão            | Sampaio Corrêa         | Vice-campeão da Taça Cidade de São Luís 2008   |  |
| Mato Grosso         | Mixto                  | Campeão do Estadual 2008                       |  |
| Mato Grosso         | Luverdense             | Campeão da Copa Governador do Mato Grosso 2007 |  |
| Mato Grosso do Sul  | Águia Negra            | 1º colocado do Grupo A do Estadual 2008        |  |
| Mato Grosso do Sul  | Operário               | 1º colocado do Grupo B do Estadual 2008        |  |
| Minas Gerais        | Tupi                   | 1º melhor colocado do Estadual 2008            |  |
| Minas Gerais        | Ituiutaba              | 2º melhor colocado do Estadual 2008            |  |
| Minas Gerais        | América Mineiro        | 3º Colocado na Taça Minas Gerais 2007          |  |
| Pará                | Águia de Marabá        | Campeão do 1° turno do Estadual 2008           |  |
| Pará                | Paysandu               | Vice-campeão do 2° turno do Estadual 2008      |  |
| Paraíba             | Campinense             | Campeão do Estadual 2008                       |  |
| Paraíba             | Treze                  | Vice-campeão do Estadual 2008                  |  |
| Paraná              | Toledo                 | 1° melhor colocado do Estadual 2008            |  |
| Paraná              | Engenheiro Beltrão     | 2° melhor colocado do Estadual 2008            |  |
| Paraná              | J.Malucelli            | Campeão da Copa Paraná de Futebol de 2007      |  |
| Pernambuco          | Central                | 1° melhor colocado do Estadual 2008            |  |
| Pernambuco          | Salgueiro              | 2° melhor colocado do Estadual 2008            |  |
| Pernambuco          | Petrolina              | 5° melhor colocado do Estadual 2008            |  |
| Piauí               | Barras                 | Campeão do Estadual 2008                       |  |
| Piauí               | Picos                  | Vice-campeão do Estadual 2008                  |  |
| Rio de Janeiro      | Madureira              | 1° melhor colocado do Estadual 2008            |  |
| Rio de Janeiro      | Boavista               | 2° melhor colocado do Estadual 2008            |  |
| Rio de Janeiro      | Macaé                  | 3° melhor colocado do Estadual 2008            |  |
| Rio de Janeiro      | Duque de Caxias***     | 6° colocado na Copa Rio 2007                   |  |
| Rio Grande do Norte | Santa Cruz             | Vice-campeão do 1º Turno do Estadual 2008      |  |
| Rio Grande do Norte | Potiguar de Mossoró    | Campeão do 2º Turno do Estadual 2008           |  |
| Rio Grande do Sul   | Inter de Santa Maria   | 1° melhor colocado do Estadual 2008            |  |
| Rio Grande do Sul   | Caxias                 | 2° melhor colocado do Estadual 2008            |  |
| Rio Grande do Sul   | Brasil de Pelotas      | Vice-campeão da Copa Rogério Amoretty 2007     |  |
| Rondônia            | Sem representante****  |                                                |  |
| Roraima             | Progresso              | Campeão do 1º turno do Estadual 2008           |  |
| Santa Catarina      | Metropolitano          | 1° melhor colocado do Estadual 2008            |  |
| Santa Catarina      | Marcílio Dias          | Campeão da Copa Santa Catarina 2007            |  |
| São Paulo           | Guaratinguetá          | 1° melhor colocado do Estadual 2008            |  |
| São Paulo           | Mirassol               | 2° melhor colocado do Estadual 2008            |  |
| São Paulo           | Noroeste               | 3° melhor colocado do Estadual 2008            |  |
| São Paulo           | Guarani                | 4° melhor colocado do Estadual 2008            |  |
| São Paulo           | Linense                | Vice-campeão da Copa FPF 2007                  |  |
| Sergipe             | Confiança              | Campeão do Estadual 2008                       |  |
| Sergipe             | Sergipe                | Vice-campeão do Estadual 2008                  |  |
| Tocantins           | Palmas                 | Campeão do Estadual 2007                       |  |

* O Ceilândia renunciou à vaga e seu sucessor imediato, o Brazlândia, também.
** O Rio Bananal, vice-campeão capixaba, desistiu de disputar a competição. O Linhares ficou com a vaga.
*** A Cabofriense, que disputaria por ter sido vice-campeã da Copa Rio 2007, abdicou. Bangu, Nova Iguaçu e Olaria, 3º, 4º e 5º respectivamente, recusaram a vaga.
**** A Ulbra abriu mão de participar e nenhum dos demais clubes de Rondônia se interessou em preencher a vaga.

## Primeira fase
|  |                              |
|  | Classificados à segunda fase |

| Grupo 1 | Grupo 1    | Grupo 1 | Grupo 1 | Grupo 1 | Grupo 1 | Grupo 1 | Grupo 1 | Grupo 1 | Grupo 1 |
| Time | Time       | Pts     | J       | V       | E       | D       | GP      | GC      | SG      |
| --- | ---------- | ------- | ------- | ------- | ------- | ------- | ------- | ------- | ------- |
| 1 | Rio Branco | 9       | 4       | 3       | 0       | 1       | 13      | 7       | 6       |
| 2 | Luverdense | 9       | 4       | 3       | 0       | 1       | 11      | 8       | 3       |
| 3 | Fast Clube | 0       | 4       | 0       | 0       | 4       | 2       | 11      | -9      |
| Pts – Pontos ganhos; J – Jogos; V - Vitórias; E - Empates; D - Derrotas; GP – Gols pró; GC – Gols contra; SG – Saldo de gols |            |         |         |         |         |         |         |         |         |

| Grupo 2 | Grupo 2   | Grupo 2 | Grupo 2 | Grupo 2 | Grupo 2 | Grupo 2 | Grupo 2 | Grupo 2 | Grupo 2 |
| Time | Time      | Pts     | J       | V       | E       | D       | GP      | GC      | SG      |
| --- | --------- | ------- | ------- | ------- | ------- | ------- | ------- | ------- | ------- |
| 1 | Holanda   | 12      | 6       | 4       | 0       | 2       | 11      | 8       | 3       |
| 2 | Remo      | 11      | 6       | 3       | 2       | 1       | 12      | 5       | 7       |
| 3 | Cristal   | 8       | 6       | 2       | 2       | 2       | 5       | 5       | 0       |
| 4 | Progresso | 3       | 6       | 1       | 0       | 5       | 3       | 13      | -10     |
| Pts – Pontos ganhos; J – Jogos; V - Vitórias; E - Empates; D - Derrotas; GP – Gols pró; GC – Gols contra; SG – Saldo de gols |           |         |         |         |         |         |         |         |         |

| Grupo 3 | Grupo 3         | Grupo 3 | Grupo 3 | Grupo 3 | Grupo 3 | Grupo 3 | Grupo 3 | Grupo 3 | Grupo 3 |
| Time | Time            | Pts     | J       | V       | E       | D       | GP      | GC      | SG      |
| --- | --------------- | ------- | ------- | ------- | ------- | ------- | ------- | ------- | ------- |
| 1 | Águia de Marabá | 10      | 6       | 3       | 1       | 2       | 13      | 10      | 3       |
| 2 | Paysandu        | 9       | 6       | 2       | 3       | 1       | 7       | 5       | 2       |
| 3 | Bacabal         | 8       | 6       | 2       | 2       | 2       | 8       | 7       | 1       |
| 4 | Palmas          | 6       | 6       | 2       | 0       | 4       | 6       | 12      | -6      |
| Pts – Pontos ganhos; J – Jogos; V - Vitórias; E - Empates; D - Derrotas; GP – Gols pró; GC – Gols contra; SG – Saldo de gols |                 |         |         |         |         |         |         |         |         |

| Grupo 4 | Grupo 4        | Grupo 4 | Grupo 4 | Grupo 4 | Grupo 4 | Grupo 4 | Grupo 4 | Grupo 4 | Grupo 4 |
| Time | Time           | Pts     | J       | V       | E       | D       | GP      | GC      | SG      |
| --- | -------------- | ------- | ------- | ------- | ------- | ------- | ------- | ------- | ------- |
| 1 | Picos          | 10      | 6       | 2       | 4       | 0       | 3       | 1       | 2       |
| 2 | Sampaio Corrêa | 9       | 6       | 2       | 3       | 1       | 6       | 4       | 2       |
| 3 | Barras         | 8       | 6       | 2       | 2       | 2       | 4       | 4       | 0       |
| 4 | Horizonte      | 4       | 6       | 1       | 1       | 4       | 5       | 9       | -4      |
| Pts – Pontos ganhos; J – Jogos; V - Vitórias; E - Empates; D - Derrotas; GP – Gols pró; GC – Gols contra; SG – Saldo de gols |                |         |         |         |         |         |         |         |         |

| Grupo 5 | Grupo 5             | Grupo 5 | Grupo 5 | Grupo 5 | Grupo 5 | Grupo 5 | Grupo 5 | Grupo 5 | Grupo 5 |
| Time | Time                | Pts     | J       | V       | E       | D       | GP      | GC      | SG      |
| --- | ------------------- | ------- | ------- | ------- | ------- | ------- | ------- | ------- | ------- |
| 1 | Campinense          | 11      | 6       | 3       | 2       | 1       | 11      | 6       | 5       |
| 2 | Santa Cruz          | 8       | 6       | 2       | 2       | 2       | 7       | 6       | 1       |
| 3 | Potiguar de Mossoró | 7       | 6       | 2       | 1       | 3       | 9       | 10      | -1      |
| 4 | Central             | 6       | 6       | 1       | 3       | 2       | 1       | 7       | -6      |
| Pts – Pontos ganhos; J – Jogos; V - Vitórias; E - Empates; D - Derrotas; GP – Gols pró; GC – Gols contra; SG – Saldo de gols |                     |         |         |         |         |         |         |         |         |

| Grupo 6 | Grupo 6       | Grupo 6 | Grupo 6 | Grupo 6 | Grupo 6 | Grupo 6 | Grupo 6 | Grupo 6 | Grupo 6 |
| Time | Time          | Pts     | J       | V       | E       | D       | GP      | GC      | SG      |
| --- | ------------- | ------- | ------- | ------- | ------- | ------- | ------- | ------- | ------- |
| 1 | Salgueiro     | 12      | 6       | 3       | 3       | 0       | 10      | 5       | 5       |
| 2 | Icasa         | 11      | 6       | 3       | 2       | 1       | 7       | 3       | 3       |
| 3 | SC Santa Cruz | 7       | 6       | 2       | 1       | 3       | 5       | 8       | -3      |
| 4 | Treze         | 2       | 6       | 0       | 2       | 4       | 3       | 8       | -5      |
| Pts – Pontos ganhos; J – Jogos; V - Vitórias; E - Empates; D - Derrotas; GP – Gols pró; GC – Gols contra; SG – Saldo de gols |               |         |         |         |         |         |         |         |         |

| Grupo 7 | Grupo 7             | Grupo 7 | Grupo 7 | Grupo 7 | Grupo 7 | Grupo 7 | Grupo 7 | Grupo 7 | Grupo 7 |
| Time | Time                | Pts     | J       | V       | E       | D       | GP      | GC      | SG      |
| --- | ------------------- | ------- | ------- | ------- | ------- | ------- | ------- | ------- | ------- |
| 1 | ASA                 | 13      | 6       | 4       | 1       | 1       | 14      | 6       | 8       |
| 2 | Confiança           | 12      | 6       | 4       | 0       | 2       | 12      | 10      | 2       |
| 3 | Atlético Alagoinhas | 7       | 6       | 2       | 1       | 3       | 6       | 8       | -2      |
| 4 | Petrolina           | 3       | 6       | 1       | 0       | 5       | 6       | 14      | -8      |
| Pts – Pontos ganhos; J – Jogos; V - Vitórias; E - Empates; D - Derrotas; GP – Gols pró; GC – Gols contra; SG – Saldo de gols |                     |         |         |         |         |         |         |         |         |

| Grupo 8 | Grupo 8              | Grupo 8 | Grupo 8 | Grupo 8 | Grupo 8 | Grupo 8 | Grupo 8 | Grupo 8 | Grupo 8 |
| Time | Time                 | Pts     | J       | V       | E       | D       | GP      | GC      | SG      |
| --- | -------------------- | ------- | ------- | ------- | ------- | ------- | ------- | ------- | ------- |
| 1 | Vitória da Conquista | 13      | 6       | 4       | 1       | 1       | 12      | 7       | 5       |
| 2 | Itabuna              | 9       | 6       | 3       | 0       | 3       | 8       | 7       | 1       |
| 3 | Sergipe              | 41      | 6       | 3       | 1       | 2       | 9       | 9       | 0       |
| 4 | CSA                  | 3       | 6       | 1       | 0       | 5       | 4       | 10      | -6      |
| Pts – Pontos ganhos; J – Jogos; V - Vitórias; E - Empates; D - Derrotas; GP – Gols pró; GC – Gols contra; SG – Saldo de gols |                      |         |         |         |         |         |         |         |         |

| Grupo 9 | Grupo 9             | Grupo 9 | Grupo 9 | Grupo 9 | Grupo 9 | Grupo 9 | Grupo 9 | Grupo 9 | Grupo 9 |
| Time | Time                | Pts     | J       | V       | E       | D       | GP      | GC      | SG      |
| --- | ------------------- | ------- | ------- | ------- | ------- | ------- | ------- | ------- | ------- |
| 1 | Atlético Goianiense | 14      | 6       | 4       | 2       | 0       | 15      | 5       | 10      |
| 2 | Mixto               | 9       | 6       | 2       | 3       | 1       | 11      | 8       | 3       |
| 3 | Operário            | 7       | 6       | 1       | 4       | 1       | 3       | 5       | -2      |
| 4 | Águia Negra         | 1       | 6       | 0       | 1       | 5       | 4       | 15      | -11     |
| Pts – Pontos ganhos; J – Jogos; V - Vitórias; E - Empates; D - Derrotas; GP – Gols pró; GC – Gols contra; SG – Saldo de gols |                     |         |         |         |         |         |         |         |         |

| Grupo 10 | Grupo 10     | Grupo 10 | Grupo 10 | Grupo 10 | Grupo 10 | Grupo 10 | Grupo 10 | Grupo 10 | Grupo 10 |
| Time | Time         | Pts      | J        | V        | E        | D        | GP       | GC       | SG       |
| --- | ------------ | -------- | -------- | -------- | -------- | -------- | -------- | -------- | -------- |
| 1 | Dom Pedro II | 9        | 6        | 2        | 3        | 1        | 8        | 7        | 1        |
| 2 | Itumbiara    | 8        | 6        | 2        | 2        | 2        | 6        | 4        | 2        |
| 3 | Anápolis     | 8        | 6        | 2        | 2        | 2        | 7        | 11       | -4       |
| 4 | Legião       | 7        | 6        | 2        | 1        | 3        | 12       | 10       | 2        |
| Pts – Pontos ganhos; J – Jogos; V - Vitórias; E - Empates; D - Derrotas; GP – Gols pró; GC – Gols contra; SG – Saldo de gols |              |          |          |          |          |          |          |          |          |

| Grupo 11 | Grupo 11        | Grupo 11 | Grupo 11 | Grupo 11 | Grupo 11 | Grupo 11 | Grupo 11 | Grupo 11 | Grupo 11 |
| Time | Time            | Pts      | J        | V        | E        | D        | GP       | GC       | SG       |
| --- | --------------- | -------- | -------- | -------- | -------- | -------- | -------- | -------- | -------- |
| 1 | América Mineiro | 11       | 6        | 3        | 2        | 1        | 7        | 3        | 4        |
| 2 | Duque de Caxias | 8        | 6        | 2        | 2        | 2        | 8        | 8        | 0        |
| 3 | Paulista        | 8        | 6        | 2        | 2        | 2        | 6        | 6        | 0        |
| 4 | Serra           | 6        | 6        | 2        | 0        | 4        | 7        | 11       | -4       |
| Pts – Pontos ganhos; J – Jogos; V - Vitórias; E - Empates; D - Derrotas; GP – Gols pró; GC – Gols contra; SG – Saldo de gols |                 |          |          |          |          |          |          |          |          |

| Grupo 12 | Grupo 12      | Grupo 12 | Grupo 12 | Grupo 12 | Grupo 12 | Grupo 12 | Grupo 12 | Grupo 12 | Grupo 12 |
| Time | Time          | Pts      | J        | V        | E        | D        | GP       | GC       | SG       |
| --- | ------------- | -------- | -------- | -------- | -------- | -------- | -------- | -------- | -------- |
| 1 | Guaratinguetá | 13       | 6        | 4        | 1        | 1        | 7        | 3        | 4        |
| 2 | Boavista      | 10       | 6        | 3        | 1        | 2        | 13       | 4        | 9        |
| 3 | Macaé         | 9        | 6        | 2        | 3        | 1        | 6        | 4        | 2        |
| 4 | Linhares      | 1        | 6        | 0        | 1        | 5        | 3        | 18       | -15      |
| Pts – Pontos ganhos; J – Jogos; V - Vitórias; E - Empates; D - Derrotas; GP – Gols pró; GC – Gols contra; SG – Saldo de gols |               |          |          |          |          |          |          |          |          |

| Grupo 13 | Grupo 13  | Grupo 13 | Grupo 13 | Grupo 13 | Grupo 13 | Grupo 13 | Grupo 13 | Grupo 13 | Grupo 13 |
| Time | Time      | Pts      | J        | V        | E        | D        | GP       | GC       | SG       |
| --- | --------- | -------- | -------- | -------- | -------- | -------- | -------- | -------- | -------- |
| 1 | Ituiutaba | 14       | 6        | 4        | 2        | 0        | 8        | 3        | 5        |
| 2 | Noroeste  | 8        | 6        | 2        | 2        | 2        | 8        | 6        | 2        |
| 3 | Tupi      | 7        | 6        | 2        | 1        | 3        | 6        | 9        | -3       |
| 4 | Mirassol  | 4        | 6        | 1        | 1        | 4        | 7        | 11       | -4       |
| Pts – Pontos ganhos; J – Jogos; V - Vitórias; E - Empates; D - Derrotas; GP – Gols pró; GC – Gols contra; SG – Saldo de gols |           |          |          |          |          |          |          |          |          |

| Grupo 14 | Grupo 14  | Grupo 14 | Grupo 14 | Grupo 14 | Grupo 14 | Grupo 14 | Grupo 14 | Grupo 14 | Grupo 14 |
| Time | Time      | Pts      | J        | V        | E        | D        | GP       | GC       | SG       |
| --- | --------- | -------- | -------- | -------- | -------- | -------- | -------- | -------- | -------- |
| 1 | Ituano    | 10       | 6        | 3        | 1        | 2        | 10       | 8        | 2        |
| 2 | Guarani   | 10       | 6        | 3        | 1        | 2        | 5        | 4        | 1        |
| 3 | Madureira | 7        | 6        | 2        | 1        | 3        | 8        | 9        | -1       |
| 4 | Linense   | 7        | 6        | 2        | 1        | 3        | 5        | 7        | -2       |
| Pts – Pontos ganhos; J – Jogos; V - Vitórias; E - Empates; D - Derrotas; GP – Gols pró; GC – Gols contra; SG – Saldo de gols |           |          |          |          |          |          |          |          |          |

| Grupo 15 | Grupo 15             | Grupo 15 | Grupo 15 | Grupo 15 | Grupo 15 | Grupo 15 | Grupo 15 | Grupo 15 | Grupo 15 |
| Time | Time                 | Pts      | J        | V        | E        | D        | GP       | GC       | SG       |
| --- | -------------------- | -------- | -------- | -------- | -------- | -------- | -------- | -------- | -------- |
| 1 | Toledo               | 9        | 6        | 2        | 3        | 1        | 8        | 6        | 2        |
| 2 | Marcílio Dias        | 9        | 6        | 2        | 3        | 1        | 6        | 4        | 2        |
| 3 | Inter de Santa Maria | 8        | 6        | 2        | 2        | 2        | 7        | 5        | 2        |
| 4 | Engenheiro Beltrão   | 6        | 6        | 2        | 0        | 4        | 3        | 9        | -6       |
| Pts – Pontos ganhos; J – Jogos; V - Vitórias; E - Empates; D - Derrotas; GP – Gols-Pró; GC – Gols-Contra; SG – Saldo de Gols |                      |          |          |          |          |          |          |          |          |

| Grupo 16 | Grupo 16          | Grupo 16 | Grupo 16 | Grupo 16 | Grupo 16 | Grupo 16 | Grupo 16 | Grupo 16 | Grupo 16 |
| Time | Time              | Pts      | J        | V        | E        | D        | GP       | GC       | SG       |
| --- | ----------------- | -------- | -------- | -------- | -------- | -------- | -------- | -------- | -------- |
| 1 | Brasil de Pelotas | 11       | 6        | 3        | 2        | 1        | 4        | 4        | 0        |
| 2 | Caxias            | 8        | 6        | 2        | 2        | 2        | 8        | 4        | 4        |
| 3 | J. Malucelli      | 7        | 6        | 1        | 4        | 1        | 4        | 4        | 0        |
| 4 | Metropolitano     | 4        | 6        | 0        | 4        | 2        | 4        | 8        | -4       |
| Pts – Pontos ganhos; J – Jogos; V - Vitórias; E - Empates; D - Derrotas; GP – Gols-Pró; GC – Gols-Contra; SG – Saldo de Gols |                   |          |          |          |          |          |          |          |          |

## Segunda fase
| Grupo 17 | Grupo 17   | Grupo 17 | Grupo 17 | Grupo 17 | Grupo 17 | Grupo 17 | Grupo 17 | Grupo 17 | Grupo 17 |
| Time | Time       | Pts      | J        | V        | E        | D        | GP       | GC       | SG       |
| --- | ---------- | -------- | -------- | -------- | -------- | -------- | -------- | -------- | -------- |
| 1 | Rio Branco | 13       | 6        | 4        | 1        | 1        | 20       | 16       | 4        |
| 2 | Luverdense | 6        | 6        | 1        | 3        | 2        | 13       | 12       | 1        |
| 3 | Holanda    | 6        | 6        | 1        | 3        | 2        | 10       | 12       | -2       |
| 4 | Remo       | 6        | 6        | 1        | 3        | 2        | 7        | 10       | -3       |
| Pts – Pontos ganhos; J – Jogos; V - Vitórias; E - Empates; D - Derrotas; GP – Gols pró; GC – Gols contra; SG – Saldo de gols |            |          |          |          |          |          |          |          |          |

| Grupo 18 | Grupo 18        | Grupo 18 | Grupo 18 | Grupo 18 | Grupo 18 | Grupo 18 | Grupo 18 | Grupo 18 | Grupo 18 |
| Time | Time            | Pts      | J        | V        | E        | D        | GP       | GC       | SG       |
| --- | --------------- | -------- | -------- | -------- | -------- | -------- | -------- | -------- | -------- |
| 1 | Águia de Marabá | 10       | 6        | 3        | 1        | 2        | 13       | 8        | 5        |
| 2 | Paysandu        | 10       | 6        | 3        | 1        | 2        | 8        | 8        | 3        |
| 3 | Sampaio Corrêa  | 8        | 6        | 2        | 2        | 2        | 6        | 6        | 0        |
| 4 | Picos           | 6        | 6        | 2        | 0        | 4        | 6        | 11       | -5       |
| Pts – Pontos ganhos; J – Jogos; V - Vitórias; E - Empates; D - Derrotas; GP – Gols pró; GC – Gols contra; SG – Saldo de gols |                 |          |          |          |          |          |          |          |          |

| Grupo 19 | Grupo 19   | Grupo 19 | Grupo 19 | Grupo 19 | Grupo 19 | Grupo 19 | Grupo 19 | Grupo 19 | Grupo 19 |
| Time | Time       | Pts      | J        | V        | E        | D        | GP       | GC       | SG       |
| --- | ---------- | -------- | -------- | -------- | -------- | -------- | -------- | -------- | -------- |
| 1 | Salgueiro  | 9        | 6        | 2        | 3        | 1        | 10       | 8        | 2        |
| 2 | Campinense | 9        | 6        | 2        | 3        | 1        | 6        | 4        | 2        |
| 3 | Icasa      | 8        | 6        | 2        | 3        | 1        | 5        | 7        | -2       |
| 4 | Santa Cruz | 4        | 6        | 0        | 4        | 2        | 5        | 7        | -2       |
| Pts – Pontos ganhos; J – Jogos; V - Vitórias; E - Empates; D - Derrotas; GP – Gols pró; GC – Gols contra; SG – Saldo de gols |            |          |          |          |          |          |          |          |          |

| Grupo 20 | Grupo 20             | Grupo 20 | Grupo 20 | Grupo 20 | Grupo 20 | Grupo 20 | Grupo 20 | Grupo 20 | Grupo 20 |
| Time | Time                 | Pts      | J        | V        | E        | D        | GP       | GC       | SG       |
| --- | -------------------- | -------- | -------- | -------- | -------- | -------- | -------- | -------- | -------- |
| 1 | ASA                  | 10       | 6        | 3        | 1        | 2        | 11       | 7        | 4        |
| 2 | Confiança            | 10       | 6        | 3        | 1        | 2        | 11       | 8        | 3        |
| 3 | Vitória da Conquista | 7        | 6        | 2        | 1        | 3        | 11       | 11       | 0        |
| 4 | Itabuna              | 7        | 6        | 2        | 1        | 3        | 9        | 16       | -7       |
| Pts – Pontos ganhos; J – Jogos; V - Vitórias; E - Empates; D - Derrotas; GP – Gols pró; GC – Gols contra; SG – Saldo de gols |                      |          |          |          |          |          |          |          |          |

| Grupo 21 | Grupo 21            | Grupo 21 | Grupo 21 | Grupo 21 | Grupo 21 | Grupo 21 | Grupo 21 | Grupo 21 | Grupo 21 |
| Time | Time                | Pts      | J        | V        | E        | D        | GP       | GC       | SG       |
| --- | ------------------- | -------- | -------- | -------- | -------- | -------- | -------- | -------- | -------- |
| 1 | Atlético Goianiense | 15       | 6        | 5        | 0        | 1        | 22       | 9        | 13       |
| 2 | Mixto               | 7        | 6        | 2        | 1        | 3        | 7        | 8        | -1       |
| 3 | Dom Pedro II        | 7        | 6        | 2        | 1        | 3        | 9        | 12       | -3       |
| 4 | Itumbiara           | 6        | 6        | 2        | 0        | 4        | 8        | 17       | -9       |
| Pts – Pontos ganhos; J – Jogos; V - Vitórias; E - Empates; D - Derrotas; GP – Gols pró; GC – Gols contra; SG – Saldo de gols |                     |          |          |          |          |          |          |          |          |

| Grupo 22 | Grupo 22        | Grupo 22 | Grupo 22 | Grupo 22 | Grupo 22 | Grupo 22 | Grupo 22 | Grupo 22 | Grupo 22 |
| Time | Time            | Pts      | J        | V        | E        | D        | GP       | GC       | SG       |
| --- | --------------- | -------- | -------- | -------- | -------- | -------- | -------- | -------- | -------- |
| 1 | Guaratinguetá   | 13       | 6        | 4        | 1        | 1        | 9        | 4        | 5        |
| 2 | Duque de Caxias | 12       | 6        | 4        | 0        | 2        | 8        | 7        | 1        |
| 3 | América Mineiro | 7        | 6        | 2        | 1        | 3        | 6        | 5        | 1        |
| 4 | Boavista        | 3        | 6        | 1        | 0        | 5        | 4        | 11       | -7       |
| Pts – Pontos ganhos; J – Jogos; V - Vitórias; E - Empates; D - Derrotas; GP – Gols pró; GC – Gols contra; SG – Saldo de gols |                 |          |          |          |          |          |          |          |          |

| Grupo 23 | Grupo 23  | Grupo 23 | Grupo 23 | Grupo 23 | Grupo 23 | Grupo 23 | Grupo 23 | Grupo 23 | Grupo 23 |
| Time | Time      | Pts      | J        | V        | E        | D        | GP       | GC       | SG       |
| --- | --------- | -------- | -------- | -------- | -------- | -------- | -------- | -------- | -------- |
| 1 | Ituiutaba | 14       | 6        | 4        | 2        | 0        | 8        | 2        | 6        |
| 2 | Guarani   | 10       | 6        | 3        | 1        | 2        | 6        | 5        | 1        |
| 3 | Noroeste  | 7        | 6        | 1        | 4        | 1        | 3        | 3        | 0        |
| 4 | Ituano    | 1        | 6        | 0        | 1        | 5        | 4        | 11       | -7       |
| Pts – Pontos ganhos; J – Jogos; V - Vitórias; E - Empates; D - Derrotas; GP – Gols pró; GC – Gols contra; SG – Saldo de gols |           |          |          |          |          |          |          |          |          |

| Grupo 24 | Grupo 24          | Grupo 24 | Grupo 24 | Grupo 24 | Grupo 24 | Grupo 24 | Grupo 24 | Grupo 24 | Grupo 24 |
| Time | Time              | Pts      | J        | V        | E        | D        | GP       | GC       | SG       |
| --- | ----------------- | -------- | -------- | -------- | -------- | -------- | -------- | -------- | -------- |
| 1 | Marcílio Dias     | 13       | 6        | 4        | 1        | 1        | 10       | 8        | 2        |
| 2 | Brasil de Pelotas | 12       | 6        | 4        | 0        | 2        | 12       | 11       | 1        |
| 3 | Caxias            | 7        | 6        | 2        | 1        | 3        | 12       | 9        | 3        |
| 4 | Toledo            | 2        | 6        | 0        | 2        | 4        | 6        | 12       | -6       |
| Pts – Pontos ganhos; J – Jogos; V - Vitórias; E - Empates; D - Derrotas; GP – Gols pró; GC – Gols contra; SG – Saldo de gols |                   |          |          |          |          |          |          |          |          |

|  | Eliminados na 2ª Fase, mas classificados a Série C de 2009, por terem feito as 4 melhores campanhas entre os eliminados na 2ª Fase |

## Terceira fase
| Grupo 25 | Grupo 25        | Grupo 25 | Grupo 25 | Grupo 25 | Grupo 25 | Grupo 25 | Grupo 25 | Grupo 25 | Grupo 25 |
| Time | Time            | Pts      | J        | V        | E        | D        | GP       | GC       | SG       |
| --- | --------------- | -------- | -------- | -------- | -------- | -------- | -------- | -------- | -------- |
| 1 | Rio Branco      | 13       | 6        | 4        | 1        | 1        | 9        | 3        | 6        |
| 2 | Águia de Marabá | 9        | 6        | 2        | 3        | 1        | 8        | 10       | -2       |
| 3 | Paysandu        | 8        | 6        | 2        | 2        | 2        | 9        | 8        | 1        |
| 4 | Luverdense      | 2        | 6        | 0        | 2        | 4        | 4        | 9        | -5       |
| Pts – Pontos ganhos; J – Jogos; V - Vitórias; E - Empates; D - Derrotas; GP – Gols pró; GC – Gols contra; SG – Saldo de gols |                 |          |          |          |          |          |          |          |          |

| Grupo 26 | Grupo 26   | Grupo 26 | Grupo 26 | Grupo 26 | Grupo 26 | Grupo 26 | Grupo 26 | Grupo 26 | Grupo 26 |
| Time | Time       | Pts      | J        | V        | E        | D        | GP       | GC       | SG       |
| --- | ---------- | -------- | -------- | -------- | -------- | -------- | -------- | -------- | -------- |
| 1 | Confiança  | 11       | 6        | 3        | 2        | 1        | 8        | 5        | 3        |
| 2 | Campinense | 10       | 6        | 3        | 1        | 2        | 7        | 8        | -1       |
| 3 | ASA        | 8        | 6        | 2        | 2        | 2        | 8        | 6        | 2        |
| 4 | Salgueiro  | 3        | 6        | 0        | 3        | 3        | 4        | 8        | -4       |
| Pts – Pontos ganhos; J – Jogos; V - Vitórias; E - Empates; D - Derrotas; GP – Gols pró; GC – Gols contra; SG – Saldo de gols |            |          |          |          |          |          |          |          |          |

| Grupo 27 | Grupo 27            | Grupo 27 | Grupo 27 | Grupo 27 | Grupo 27 | Grupo 27 | Grupo 27 | Grupo 27 | Grupo 27 |
| Time | Time                | Pts      | J        | V        | E        | D        | GP       | GC       | SG       |
| --- | ------------------- | -------- | -------- | -------- | -------- | -------- | -------- | -------- | -------- |
| 1 | Atlético Goianiense | 10       | 6        | 3        | 1        | 2        | 12       | 6        | 6        |
| 2 | Duque de Caxias     | 10       | 6        | 3        | 1        | 2        | 12       | 8        | 4        |
| 3 | Guaratinguetá       | 10       | 6        | 3        | 1        | 2        | 10       | 6        | 4        |
| 4 | Mixto               | 4        | 6        | 1        | 1        | 4        | 6        | 20       | -14      |
| Pts – Pontos ganhos; J – Jogos; V - Vitórias; E - Empates; D - Derrotas; GP – Gols pró; GC – Gols contra; SG – Saldo de gols |                     |          |          |          |          |          |          |          |          |

| Grupo 28 | Grupo 28          | Grupo 28 | Grupo 28 | Grupo 28 | Grupo 28 | Grupo 28 | Grupo 28 | Grupo 28 | Grupo 28 |
| Time | Time              | Pts      | J        | V        | E        | D        | GP       | GC       | SG       |
| --- | ----------------- | -------- | -------- | -------- | -------- | -------- | -------- | -------- | -------- |
| 1 | Guarani           | 12       | 6        | 3        | 3        | 0        | 11       | 4        | 7        |
| 2 | Brasil de Pelotas | 9        | 6        | 2        | 3        | 1        | 10       | 8        | 2        |
| 3 | Ituiutaba         | 6        | 6        | 2        | 0        | 4        | 7        | 12       | -5       |
| 4 | Marcílio Dias     | 5        | 6        | 1        | 2        | 3        | 6        | 10       | -4       |
| Pts – Pontos ganhos; J – Jogos; V - Vitórias; E - Empates; D - Derrotas; GP – Gols pró; GC – Gols contra; SG – Saldo de gols |                   |          |          |          |          |          |          |          |          |

## Fase final
O octogonal final foi disputado entre os dias 4 de outubro e 23 de novembro.
Grupo 29
| Pos | Equipe                  | Pts | J  | V | E | D | GP | GC | SG  | Classificação ou descenso  |
| --- | ----------------------- | --- | -- | - | - | - | -- | -- | --- | -------------------------- |
| 1   | Atlético Goianiense (C) | 29  | 14 | 9 | 2 | 3 | 35 | 10 | +25 | Promoção à Série B de 2009 |
| 2   | Guarani                 | 21  | 14 | 6 | 3 | 5 | 25 | 22 | +3  | Promoção à Série B de 2009 |
| 3   | Campinense              | 21  | 14 | 5 | 6 | 3 | 19 | 20 | −1  | Promoção à Série B de 2009 |
| 4   | Duque de Caxias         | 18  | 14 | 5 | 3 | 6 | 27 | 31 | −4  | Promoção à Série B de 2009 |
| 5   | Águia de Marabá         | 18  | 14 | 5 | 3 | 6 | 20 | 24 | −4  |                            |
| 6   | Brasil de Pelotas       | 17  | 14 | 5 | 2 | 7 | 17 | 21 | −4  |                            |
| 7   | Confiança               | 17  | 14 | 5 | 2 | 7 | 23 | 33 | −10 |                            |
| 8   | Rio Branco-AC           | 16  | 14 | 5 | 1 | 8 | 25 | 30 | −5  |                            |

### Desempenho por rodada
Posições de cada clube por rodada:
| Rodada ↓ | AGM | ATG | BPE | CMP | CON | DCA | GUA | RBA |
| -------- | --- | --- | --- | --- | --- | --- | --- | --- |
| 1ª       | 2   | 7   | 4   | 2   | 8   | 1   | 5   | 6   |
| 2ª       | 7   | 2   | 5   | 1   | 4   | 6   | 8   | 3   |
| 3ª       | 5   | 6   | 2   | 1   | 4   | 8   | 3   | 7   |
| 4ª       | 4   | 5   | 6   | 3   | 1   | 8   | 2   | 7   |
| 5ª       | 3   | 4   | 6   | 2   | 5   | 8   | 1   | 7   |
| 6ª       | 4   | 1   | 6   | 5   | 3   | 7   | 2   | 8   |
| 7ª       | 3   | 1   | 5   | 4   | 2   | 7   | 6   | 8   |
| 8ª       | 2   | 1   | 5   | 3   | 4   | 7   | 6   | 8   |
| 9ª       | 5   | 1   | 7   | 2   | 6   | 4   | 3   | 8   |
| 10ª      | 6   | 1   | 5   | 2   | 7   | 3   | 4   | 8   |
| 11ª      | 3   | 1   | 6   | 2   | 7   | 4   | 5   | 8   |
| 12ª      | 4   | 1   | 6   | 2   | 7   | 5   | 3   | 8   |
| 13ª      | 5   | 1   | 6   | 2   | 7   | 4   | 3   | 8   |
| 14ª      | 5   | 1   | 6   | 3   | 7   | 4   | 2   | 8   |

## Campeão
| Campeão Brasileiro de 2008 (Série C)  |
| Goiás                                 |
| ------------------------------------- |
| Atlético Clube Goianiense (2º título) |

## Classificação geral
A classificação geral dá prioridade ao clube que avançou mais fases, e ao campeão, mesmo que tenha menor pontuação. Excepcionalmente a classificação entre a 17ª e a 32º colocação levou em consideração apenas os pontos obtidos na segunda fase, como forma de apurar os clubes para a reformulada Série C de 2009.
| Pos | Equipes              | Pts | J  | V  | E  | D  | GP | GC | SG  | Classificação ou rebaixamento                                        |
| --- | -------------------- | --- | -- | -- | -- | -- | -- | -- | --- | -------------------------------------------------------------------- |
| 1   | Atlético Goianiense  | 68  | 32 | 21 | 5  | 6  | 84 | 30 | +54 | Promovidos à Série B de 2009                                         |
| 2   | Guarani              | 53  | 32 | 15 | 8  | 9  | 47 | 35 | +12 | Promovidos à Série B de 2009                                         |
| 3   | Campinense           | 51  | 32 | 13 | 12 | 7  | 43 | 38 | +5  | Promovidos à Série B de 2009                                         |
| 4   | Duque de Caxias      | 48  | 32 | 14 | 6  | 12 | 55 | 54 | +1  | Promovidos à Série B de 2009                                         |
| 5   | Águia de Marabá      | 47  | 32 | 13 | 8  | 11 | 54 | 52 | +2  | Eliminados no octogonal final, mas permanecem para a Série C de 2009 |
| 6   | Brasil de Pelotas    | 49  | 32 | 14 | 7  | 11 | 43 | 44 | –1  | Eliminados no octogonal final, mas permanecem para a Série C de 2009 |
| 7   | Confiança            | 50  | 32 | 15 | 5  | 12 | 54 | 56 | –2  | Eliminados no octogonal final, mas permanecem para a Série C de 2009 |
| 8   | Rio Branco-AC        | 51  | 30 | 16 | 3  | 11 | 67 | 56 | +11 | Eliminados no octogonal final, mas permanecem para a Série C de 2009 |
| 9   | Guaratinguetá        | 36  | 18 | 11 | 3  | 4  | 26 | 13 | +13 | Eliminados na terceira fase, mas permanecem para a Série C de 2009   |
| 10  | Ituiutaba            | 34  | 18 | 10 | 4  | 4  | 26 | 18 | +8  | Eliminados na terceira fase, mas permanecem para a Série C de 2009   |
| 11  | ASA                  | 31  | 18 | 9  | 4  | 5  | 33 | 19 | +14 | Eliminados na terceira fase, mas permanecem para a Série C de 2009   |
| 12  | Paysandu             | 27  | 18 | 7  | 6  | 5  | 24 | 21 | +3  | Eliminados na terceira fase, mas permanecem para a Série C de 2009   |
| 13  | Marcílio Dias        | 27  | 18 | 7  | 6  | 5  | 21 | 21 | 0   | Eliminados na terceira fase, mas permanecem para a Série C de 2009   |
| 14  | Salgueiro            | 24  | 18 | 5  | 9  | 4  | 24 | 21 | +3  | Eliminados na terceira fase, mas permanecem para a Série C de 2009   |
| 15  | Mixto                | 20  | 18 | 5  | 5  | 8  | 24 | 36 | –12 | Eliminados na terceira fase, mas permanecem para a Série C de 2009   |
| 16  | Luverdense           | 17  | 16 | 4  | 5  | 7  | 28 | 29 | –1  | Eliminados na terceira fase, mas permanecem para a Série C de 2009   |
| 17  | Sampaio Corrêa       | 17  | 12 | 4  | 5  | 3  | 12 | 10 | +2  | Eliminados na segunda fase, mas permanecem para a Série C de 2009    |
| 18  | Icasa                | 19  | 12 | 5  | 4  | 3  | 12 | 11 | +1  | Eliminados na segunda fase, mas permanecem para a Série C de 2009    |
| 19  | Caxias               | 15  | 12 | 4  | 3  | 5  | 20 | 13 | +7  | Eliminados na segunda fase, mas permanecem para a Série C de 2009    |
| 20  | América Mineiro      | 18  | 12 | 5  | 3  | 4  | 13 | 8  | +5  | Eliminados na segunda fase, mas permanecem para a Série C de 2009    |
| 21  | Vitória da Conquista | 20  | 12 | 6  | 2  | 4  | 23 | 18 | +5  | Eliminados na segunda fase                                           |
| 22  | Dom Pedro            | 16  | 12 | 4  | 4  | 4  | 17 | 20 | –3  | Eliminados na segunda fase                                           |
| 23  | Itabuna              | 16  | 12 | 5  | 1  | 6  | 17 | 23 | –6  | Eliminados na segunda fase                                           |
| 24  | Noroeste             | 15  | 12 | 3  | 6  | 3  | 12 | 12 | 0   | Eliminados na segunda fase                                           |
| 25  | Picos                | 16  | 12 | 4  | 4  | 4  | 9  | 12 | –3  | Eliminados na segunda fase                                           |
| 26  | Itumbiara            | 14  | 12 | 4  | 2  | 6  | 14 | 21 | –7  | Eliminados na segunda fase                                           |
| 27  | Holanda              | 18  | 12 | 5  | 3  | 4  | 21 | 20 | +1  | Eliminados na segunda fase                                           |
| 28  | Remo                 | 17  | 12 | 4  | 5  | 3  | 19 | 15 | +4  | Eliminados na segunda fase                                           |
| 29  | Santa Cruz           | 12  | 12 | 2  | 6  | 4  | 12 | 13 | –1  | Eliminados na segunda fase                                           |
| 30  | Boavista-RJ          | 13  | 12 | 4  | 1  | 7  | 17 | 15 | +2  | Eliminados na segunda fase                                           |
| 31  | Toledo               | 11  | 12 | 2  | 5  | 5  | 14 | 18 | –4  | Eliminados na segunda fase                                           |
| 32  | Ituano               | 11  | 12 | 3  | 2  | 7  | 14 | 19 | –5  | Eliminados na segunda fase                                           |
| 33  | Macaé                | 9   | 6  | 2  | 3  | 1  | 6  | 4  | +2  | Eliminados na primeira fase                                          |
| 34  | Inter de Santa Maria | 8   | 6  | 2  | 2  | 2  | 7  | 5  | +2  | Eliminados na primeira fase                                          |
| 35  | Bacabal              | 8   | 6  | 2  | 2  | 2  | 8  | 7  | +1  | Eliminados na primeira fase                                          |
| 36  | Paulista             | 8   | 6  | 2  | 2  | 2  | 6  | 6  | 0   | Eliminados na primeira fase                                          |
| 37  | Cristal              | 8   | 6  | 2  | 2  | 2  | 5  | 5  | 0   | Eliminados na primeira fase                                          |
| 38  | Barras               | 8   | 6  | 2  | 2  | 2  | 4  | 4  | 0   | Eliminados na primeira fase                                          |
| 39  | Anápolis             | 8   | 6  | 2  | 2  | 2  | 7  | 11 | –4  | Eliminados na primeira fase                                          |
| 40  | Legião               | 7   | 6  | 2  | 1  | 3  | 12 | 10 | +2  | Eliminados na primeira fase                                          |
| 41  | Potiguar de Mossoró  | 7   | 6  | 2  | 1  | 3  | 9  | 10 | –1  | Eliminados na primeira fase                                          |
| 42  | Madureira            | 7   | 6  | 2  | 1  | 3  | 8  | 9  | –1  | Eliminados na primeira fase                                          |
| 43  | Alagoinhas           | 7   | 6  | 2  | 1  | 3  | 6  | 8  | –2  | Eliminados na primeira fase                                          |
| 44  | Linense              | 7   | 6  | 2  | 1  | 3  | 5  | 7  | –2  | Eliminados na primeira fase                                          |
| 45  | Tupi                 | 7   | 6  | 2  | 1  | 3  | 6  | 9  | –3  | Eliminados na primeira fase                                          |
| 46  | Santa Cruz-RN        | 7   | 6  | 2  | 1  | 3  | 5  | 8  | –3  | Eliminados na primeira fase                                          |
| 47  | J.Malucelli          | 7   | 6  | 1  | 4  | 1  | 4  | 4  | 0   | Eliminados na primeira fase                                          |
| 48  | Operário-MS          | 7   | 6  | 1  | 4  | 1  | 3  | 5  | –2  | Eliminados na primeira fase                                          |
| 49  | Serra                | 6   | 6  | 2  | 0  | 4  | 7  | 11 | –4  | Eliminados na primeira fase                                          |
| 50  | Palmas               | 6   | 6  | 2  | 0  | 4  | 6  | 12 | –6  | Eliminados na primeira fase                                          |
| 51  | Engenheiro Beltrão   | 6   | 6  | 2  | 0  | 4  | 3  | 9  | –6  | Eliminados na primeira fase                                          |
| 52  | Central              | 6   | 6  | 1  | 3  | 2  | 1  | 6  | –5  | Eliminados na primeira fase                                          |
| 53  | Sergipe              | 41  | 6  | 3  | 1  | 2  | 9  | 9  | 0   | Eliminados na primeira fase                                          |
| 54  | Mirassol             | 4   | 6  | 1  | 1  | 4  | 7  | 11 | –4  | Eliminados na primeira fase                                          |
| 55  | Horizonte            | 4   | 6  | 1  | 1  | 4  | 5  | 9  | –4  | Eliminados na primeira fase                                          |
| 56  | Metropolitano        | 4   | 6  | 0  | 4  | 2  | 4  | 8  | –4  | Eliminados na primeira fase                                          |
| 57  | CSA                  | 3   | 6  | 1  | 0  | 5  | 4  | 10 | –6  | Eliminados na primeira fase                                          |
| 58  | Petrolina            | 3   | 6  | 1  | 0  | 5  | 6  | 14 | –8  | Eliminados na primeira fase                                          |
| 59  | Progresso            | 3   | 6  | 1  | 0  | 5  | 3  | 13 | –10 | Eliminados na primeira fase                                          |
| 60  | Treze                | 2   | 6  | 0  | 2  | 4  | 3  | 8  | –5  | Eliminados na primeira fase                                          |
| 61  | Águia Negra          | 1   | 6  | 0  | 1  | 5  | 4  | 15 | –11 | Eliminados na primeira fase                                          |
| 62  | Linhares             | 1   | 6  | 0  | 1  | 5  | 3  | 18 | –15 | Eliminados na primeira fase                                          |
| 63  | Fast Clube           | 0   | 4  | 0  | 0  | 4  | 2  | 11 | –9  | Eliminados na primeira fase                                          |

1 O Sergipe foi punido pelo STJD com a perda de seis pontos por escalação de jogador irregular.